# التهاب الجلد حول الفم
التهاب الجلد حول الفم.( بالإنجليزية Perioral dermatitis). هو مرض التهابي يتظاهر بحمامى وحطاطات وبثرات حول الفم ,وتترافق الإصابة بحس وخز وحكة أو حرق.المحيط بالفم وكثيراً ما يأثر الجلد حول الأنف أيضاً, وأحياناً كذلك الجلد حول العيون.وهو مرض شائع عند الإناث بين عمر 15-25 سنة ونادرا ما يصيب الذكور.

## الأعراض
تكون الاعراض على شكل مجموعات من البقع الحمراء الصغيرة تكون عادة مؤلمة عند لمسها أو مثيرة للحكة. تظهرغالبا حول الفم . ولكنها لا تصيب الجلد الذي يحد الشفاه . تظهر على الذقن, الشفة العلوية والخدود . يصبح سطح الجلد جاف ورقيق ( مقشف ).
كثيراً ما يأثر الجلد حول الأنف أيضاً, وأحياناً كذلك الجلد حول العيون.

## الأسباب
أسباب الإصابة بالتهاب الجلد حول الفم ما تزال مجهولة . لكن يمكن لعوامل عديدة أن تكون مسببة منها الشمس والأخماج بالمبيضات البيض والدويدية الجريبية والجراثيم المخروطية والتماس بالمخرشات أو المواد ذات الطبيعية الأرجية مثل الصابون ومواد التجميل ومعاجين الأسنان والستيرئيدات الموضعية.
يفرق هذا المرض عن الوردية والتهاب الجلد الزهمي والتهاب الجلد التماسي والعد الشائع والتهاب الشفة نتيجة لعقها.

## العلاج
يتم التعامل معها بطريقة مشابهة لحب الشباب مع المضادات الحيوية التتراسيكلين أو الإريثروميسين أومترونيدازول, ولكن من دون استخدام الستيرويدات الموضعية والتي يجب ايقافها مع الابتعاد عن مواد التجميل حتى الشفاء .جهازيايمكن استخدام أحد أنواع التتراسيكلينات لمدة 3-4 أسابيع على الأقل .